# 伊予鉄道100系電車

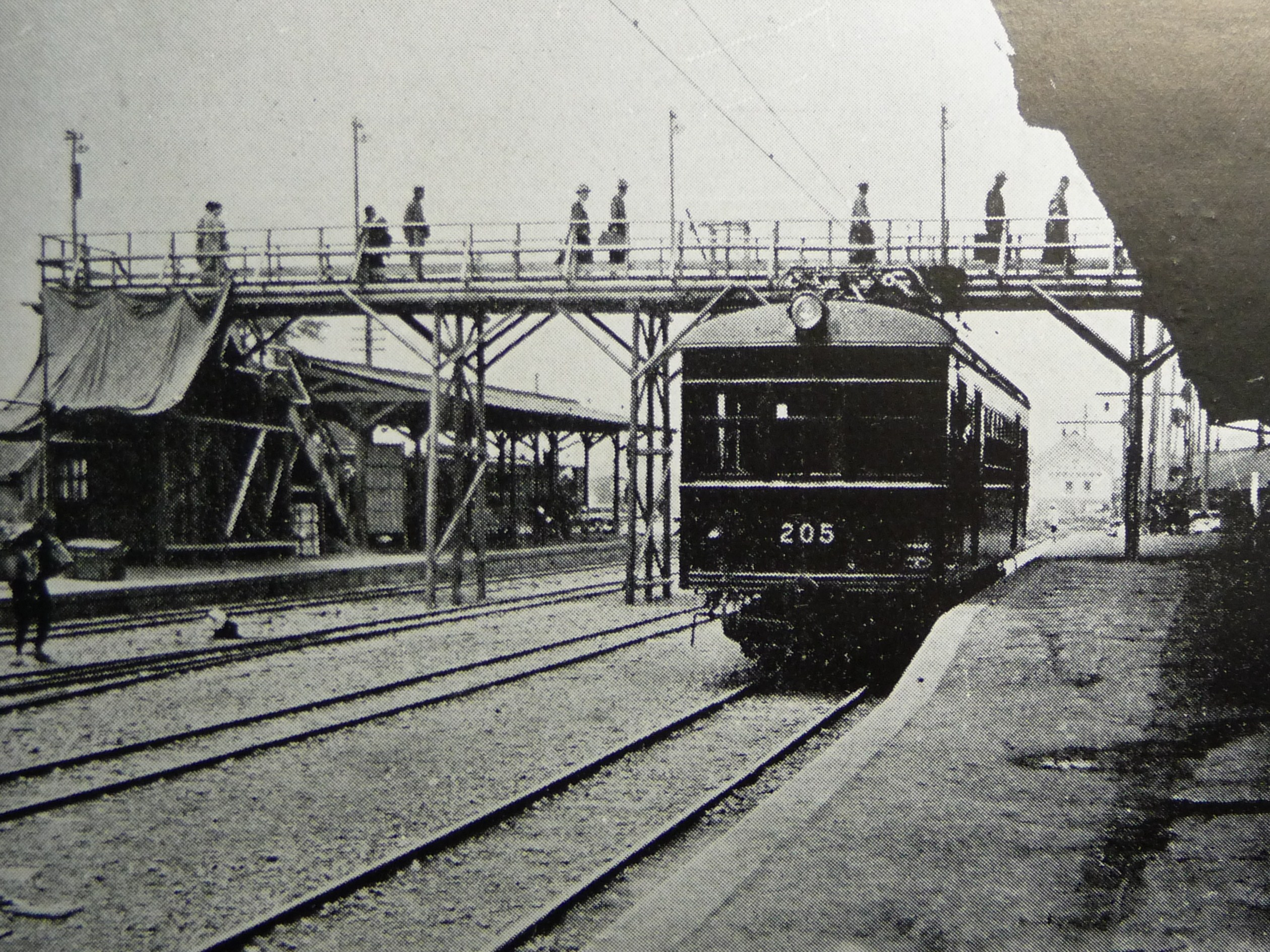
松山市駅に停車中のモハ205（1930年頃）

伊予鉄道100系電車（いよてつどう100けいでんしゃ）は、かつて伊予鉄道に在籍していた通勤形電車の一系列である。

## モハ100　モハニ200形
高浜線が電化された1931年に日本車輌でモハ100形101 - 104・モハニ200形（後のモハ200形）201 - 206の計10両が製造された。
モハ100形は窓配置d2D8D2dの前面三枚窓・非貫通形の両運転台・片開き2扉車、モハニ200形はそれに荷物室を設けた窓配置dD1D8D2dで、いずれも全長16.2mである。ウィンドウシル・ヘッダーは帯付きのものを使用している。パンダグラフ、主制御器、制動品などの電気品は三菱電機のものが採用されている。これ以降、伊予鉄道の車両には三菱電機の電気品が使用されていることが多い。
1945年に203が空襲で被災し、1950年に日立製作所でクハ400形と同形の車体を新製して復旧された。そのため、203は3扉となっている。

## クハ400形
郡中線が電化された1950年に帝國車輛で増備車のクハ400形401 - 406の6両がモハ300形とともに製造された。全長こそモハ100形・モハニ200形と同じ16.2mとなったが、窓配置dD5D5Ddの非貫通形両運転台、片開き3扉車で、ウィンドウシル・ヘッダーは平板のものとなった。台車は日立製作所KBT-1である。なお、この台車は、東京地下鉄道1000形電車に装着されていた日本車輌製造製D-18を、台車換装により日立製作所が引き取ったものを狭軌化し、伊予鉄道に納入したものである。
1952年にクハ406が電装化されモハ105に、1961年にはクハ405も同様に改造されモハ106となった。なお、106の電装化にはモハ303・モハ304の主電動機を2個ずつ流用している。

## クハ400形（2代目406、407）
1952年、電装されたクハ406（初代）の代替及び増備用としてナニワ工機でクハ406（2代）・クハ407が製造された。ナニワ工機手持ちの台枠に車体を載せ、国鉄からの払い下げTR11台車を装着して登場した。そのためこの2両は、全長が16.8mと0.6ｍ長くなり、窓配置d1D6D6D1の片運転台となっている。1961年のクハ405（初代）の電装化改造により、クハ407がクハ405（2代）に改番された。

## 3両編成化
1958年 - 1963年の間にモハニ200形はこの時までに荷物室が客室化され、モハ200形となっている（荷物室扉はそのまま使用されていた）。また105・405・406を除く3形式16両に対し片運転台化が実施され、末尾の番号を揃えたモハ100形+クハ400形-モハ200形の3両編成6本に組成された。
ただし、連結開放便のためにモハ100形の運転台が無くなった側の前照灯だけは残された。
なお、105は両運転台のまま非パンタグラフ側が貫通化されている。また106も1967年に再度両運転台化されている。このためこの2両はパンタグラフ側が原形の非貫通形・非パンタグラフ側が改造された貫通型の前面となっている。

## 廃車

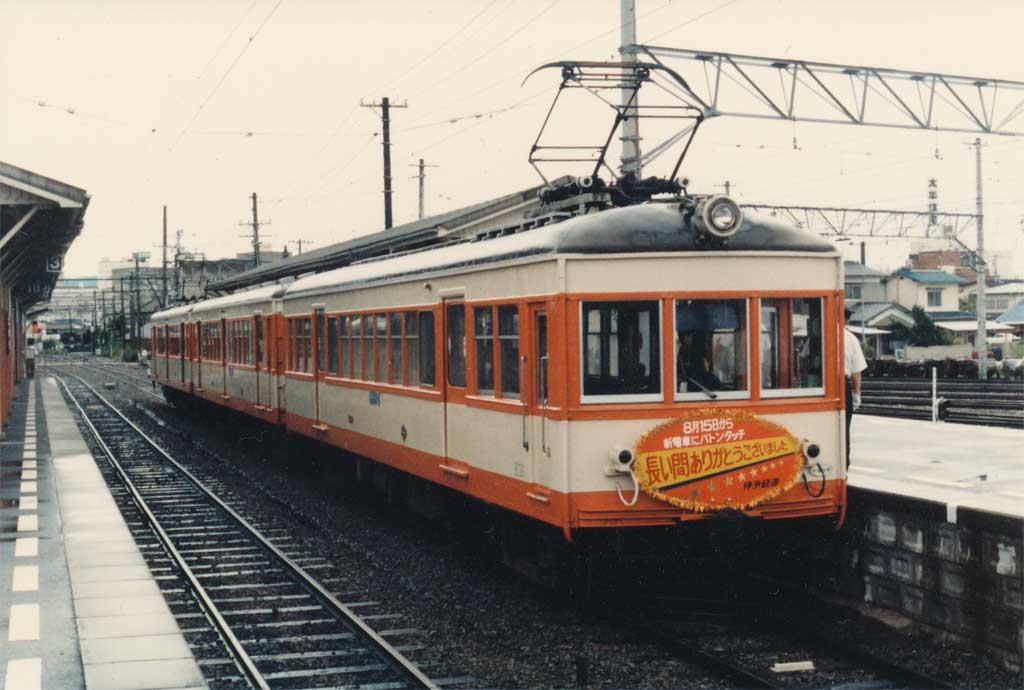
さよなら運転中の103号編成
(1984年 古町駅)

1977年に古町車両工場の火災により202が廃車となり、その代替としてモハ212が使用されたが、800系の増備により1984年 - 1985年の間に104編成を除いて廃車となった。104編成は予備車となった後、700系の増備により1987年に廃車された。廃車後101が古町車両工場に保管されていたが、2004年4月頃解体された。
104編成以外の編成の公式な除籍日は以下の通り。
- 101編成 - 1984年5月31日
- 102編成 - 1985年3月8日
- 103編成 - 1984年8月16日
- 105編成 - 1985年1月8日
- 106編成 - 1985年3月30日

なお、1985年に廃車された106は銚子電気鉄道に譲渡され、同社デハ800形801となった。その後も長らく同社線にて運用されてきたが、老朽化により伊予鉄道から譲受する2000形（元800系）に代替されることとなり、2010年9月23日にさよなら運転を実施し定期運用を離脱した。現在は外川駅構内の引き上げ線に静態保存されており、日中は車内を見学することができる。

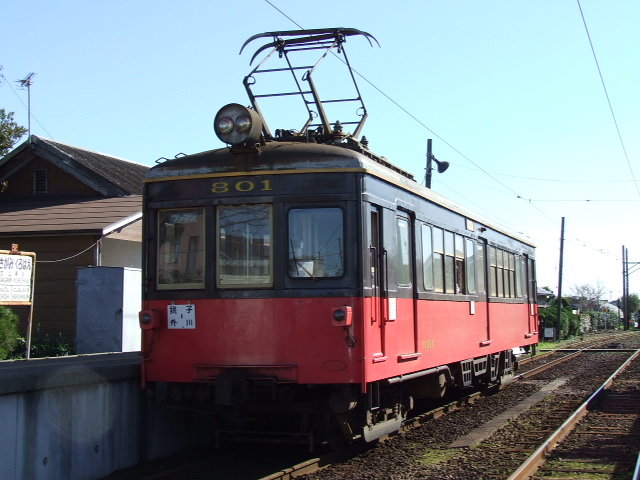
銚子電気鉄道デハ801（元モハ106）既設運転台側 （2006年12月27日 笠上黒生駅）
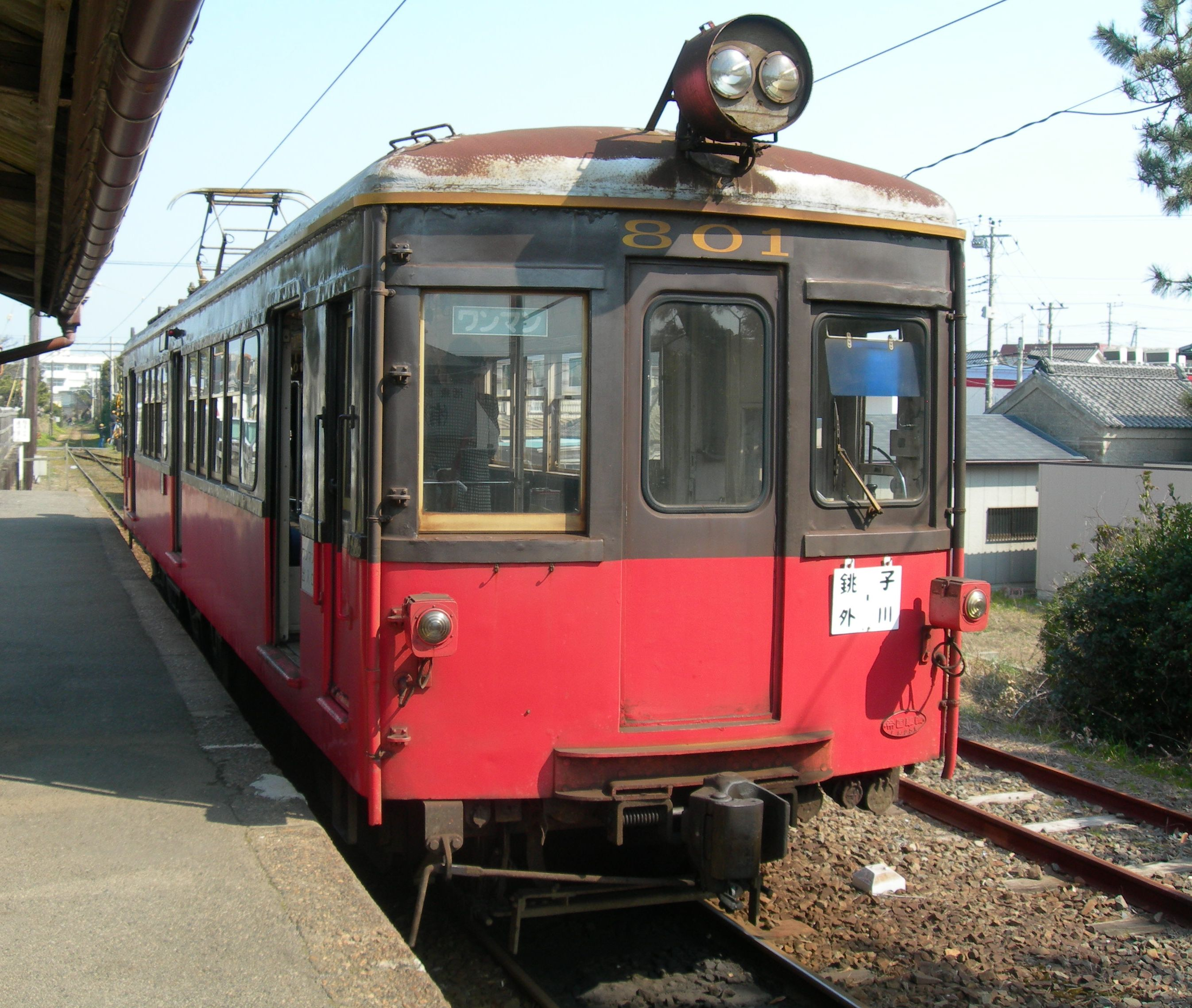
銚子電気鉄道デハ801（元モハ106）増設運転台側 （2008年3月1日 外川駅）

## モハ210形
火災で焼失したモハ202の下回りと伊豆箱根鉄道から譲受した同社クハ27の車体を組み合わせ、1977年1月に登場した。
クハ27は元南武鉄道クハ253の買収国電クハ6011を1963年の廃車により同社が譲受し、1965年に自社新造名義で竣工させたものである。非貫通形・片開き3扉・窓配置d1D4D4D2の典型的な関東形17m車である。導入後、自社古町工場において窓枠のアルミサッシ化、戸袋のＨゴム化が行われた。
上述の通り、モハ202の代替として102編成に組み込まれ、102編成廃車時に一緒に廃車された。